# Dinoszauruszok bolygója
A Dinoszauruszok bolygója (Dinosaur Planet) egy négy részből álló amerikai dokumentumfilm-sorozat, amely először a Discovery Channelen volt látható 2003-ban. Az eredeti, angol nyelvű változat narrátora Christian Slater.
A sorozat a világ különböző részein (Ázsiában, Észak-Amerikában, Dél-Amerikában és Európában) a késő kréta korban élt dinoszauruszok életét mutatja be számítógépes grafika segítségével (ahhoz hasonlóan, ahogy azt a Discovery Channel korábbi műsora, a Dinoszauruszok, az ősvilág urai (When Dinosaurs Roamed America), és a BBC Dinoszauruszok, a Föld urai című sorozata is tette). A dinoszauruszok rekonstruálását javarészt Mark Dubeau végezte, aki művészeti rendezőként és főtervezőként a Dinoszauruszok, az ősvilág urai készítésénél is közreműködött.

## Epizódok

### Fehér Taréj vándorlása (White Tip's Journey)
- Helyszín: Góbi-sivatag, 80 millió évvel ezelőtt.
- Főszereplő: Fehér Taréj (White Tip), a nőstény Velociraptor

A nőstény Velociraptor, Fehér Taréj falkáját elpusztítja egy másik falka, ezért az állatnak újat kell találnia. Rátámad egy Prenocephale csorda egyik tagjára, de kis híján megsérül, ugyanis egyedül nem képes hatékonyan vadászni.
Másnap, amikor éppen egy gyíkot próbál elejteni, hangos visítást hall. Tetem helyett csak egy udvarló Oviraptorra és a párjára bukkan. A fiatal hímnek nem sikerül felhívnia magára a nőstény figyelmét, ezért a felbukkanó Fehér Taréjon próbálja kitölteni a haragját, egy Protoceratops fészekig üldözve a Velociraptort. A fészket őrző hím megpróbálja elűzni Fehér Taréjt a fészek közeléből, de eközben véletlenül egy másik Protoceratops területére téved, amely végzetes sebet ejt a betolakodó fajtárson.
Fehér Taréj táplálkozni kezd az áldozatból, ám a vér szagára hamarosan feltűnik egy Velociraptor falka. A nőstény úgy ítéli meg, hogy a falka elég erős, ezért megpróbál csatlakozni hozzá. A Törött Mancs (Broken Hand) nevű sérült hím által vezetett csapathoz egy fiatalabb hím, Kék Taréj (Bluebrow) és két nőstény tartozik.
A csatlakozni próbáló Fehér Taréjban Kék Taréj potenciális párt lát, ugyanis a másik két nőstény a falkavezérhez tartozik. Mivel a hierarchiát figyelmen kívül hagyva megpróbálja befogadni a jövevényt, Két Taréj összetűzésbe keveredik Törött Manccsal. A falkavezér elveszíti a párharcot és elhagyja a csapatot. Az új vezér Kék Taréj lesz, Fehér Taréj pedig a párjaként csatlakozik a falkához.
A Velociraptorok megpróbálják kifosztani a Protoceratopsok fészkeit. A két nőstény eltereli a tojásokat őrző felnőtt Protoceratops figyelmét, miközben Fehér Taréj és Kék Taréj ellopja a tojásokat. Az újonc a rangsor legalján helyezkedik el, ezért kénytelen lemondani a zsákmányról.
Néhány hónappal később Fehér Taréj lerakja a tojásait, melyeket a mindenütt lesben álló ragadozók miatt nem hagyhat őrizetlenül. A többiek nélküle próbálnak meg elejteni egy Shuvuuiát, de egy Oviraptor megelőzi a Velociraptorokat. A csapatnak nem sikerül zsákmányt szerezni, ezért Fehér Taréj is éhen marad. A nőstény megpróbál becserkészni egy Deltatheridiumot, de eközben Törött Mancs rátalál az őrizetlenül hagyott fészkére, és még mielőtt elűzhetnék, felfal kettőt az őrizetlenül hagyott öt tojás közül.
Másnap a fiókák kikelnek, Fehér Taréj pedig vadászni indul a többiekkel. A Protoceratopsokkal szemben alkalmazott stratégiát követve elragadnak egy Oviraptor fiókát egy fészekből. Szemtanúivá válnak annak, hogy Törött Mancsot bekeríti egy Prenocephale csorda, de mivel az egymás után többször is felöklelt hím már nem falkatag, a sorsára hagyják. Fehér Taréj utódai elfogyasztják az elejtett fiókát, majd a csapat nyugovóra tér. Még aznap éjjel egy nagy vihar vonul át a területen.
Másnap a falka rátámad egy csapat Protoceratopsra. Fehér Taréj is lecsap az egyik állatra, de az lerázza magáról. Ezután Kék Taréj beledöfi a lábkarmát a növényevő oldalába, amely erős csőrével megragadja a karját. Miközben Kék Taréj küzd a Protoceratopsszal, a két nőstény a segítségére siet, de még mielőtt bármit is tehetnének, egy földcsuszamlás élve eltemeti a harcoló állatokat (létrehozva a híres Harcoló dinoszauruszok fosszíliát). Fehér Taréj, a katasztrófa egyetlen túlélője egyedül neveli tovább utódait, melyek felnőve új vadásztársaivá válnak.
Az epizódban szereplő állatok:
- Velociraptor
- Prenocephale (A magyar változatban „Prenocephalus”, illetve „Prenociphal” néven szerepel.)
- Oviraptor
- Protoceratops
- Shuvuuia
- Deltatheridium
- azonosítatlan gyík

### Pod utazásai (Pod's Travels)
- Helyszín: A Tethys-óceán szigetei, a mai Dél-Európa helyén – Románia és a Hátszeg-sziget területén, 80 millió évvel ezelőtt.
- Főszereplő: Pod, a hím Pyroraptor

A Pod nevű hím Pyroraptor a falkája tagjaival, két nőstény testvérével együtt vadászik. Szülőföldjén az intelligenciája segíti abban, hogy távol tartsa magát óriási ellenségeitől, főként a rivális ragadozóktól, a  Tarascosaurusoktól.
Egy napon Pod és szigetének többi lakója erős földrengéseket érez, amitől megriadva egy Iguanodon csorda menekülni kezd. Pod és testvérei a pánikba esett állatokkal a nyomukban, az erdőn keresztülvágva kijutnak a partra, ahol egy vulkánkitörés hatására létrejött cunami elsodorja a dinoszauruszokat. Pod és egyik nővére egy fatörzsbe kapaszkodva túlélik a katasztrófát, de másnap a nőstényt felfalja egy plesiosaurus. Két nappal később Pod a Hátszeg-szigetre sodródik, ahol kimerülten összeesik. Egy Ichthyornis száll le a fatörzsön, melyet felébredésével sikerül elijesztenie.
Miután ismét elalszik, halottnak tűnő teste miatt egy csapat törpe Pyroraptor összetűzésbe keveredik néhány Allodaposuchusszal. A harc zajára felriadó Pod elijeszti a krokodilformákat. Mivel a Pyroraptorok hasonlítanak rá, megpróbál csatlakozni a falkájukhoz, de az apró ragadozók rémülten elfutnak.
Pod abban a reményben, hogy rátalál a fajtársaira követi a törpe Pyroraptorokat. Meglepődve tapasztalja, hogy a szigeten élő valamennyi faj a szülőföldjén élők kisméretű változata. Mivel egy olyan világban nőtt fel, ahol a méret befolyásolja a dinoszauruszok túlélését, Podot zavarba ejtik az apró élőlények. Két Iguanodon rövidesen összetűzésbe keveredik egy területi vita miatt, ami a ragadozót váratlan zsákmányhoz juttatja.
Pod társkeresés céljából felmászik egy szirt tetejére és visítani kezd, a visszhangot meghallva pedig azt hiszi, hogy egy másik Pyroraptor van a közelében. A hangra egy csapat törpe Troodon jön elő a bozótból. Pod otthagyja a kíváncsi állatokat, de azok a nyomába szegődnek.
Pod megpillant néhány törpe Tarascosaurust, melyek egy Magyarosaurusból lakmároznak. Rájön, hogy az otthonában csak a viszonylagos méretük miatt rettent meg a rivális ragadozóktól, ezért az itt élőktől nem kell tartania. Miután megöli az egyik Tarascosaurust és elűzi a többit a zsákmánytól, a sziget csúcsragadozójává válik, a Troodonok pedig a helyzet előnyét felismerve csatlakoznak hozzá. A sziget új ura néhány nap múlva visszatér a partra, ahol rátalál a fatörzsre, amin a szigetre vetődött. Ezúttal is összefut egy Ichthyornisszal, melyet ismét elkerget.
Az epizódban szereplő állatok:
- Pyroraptor (szárazföldi és szigetlakó törpe változat)
- Azonosítatlan titanosaurus
- Iguanodon/Rhabdodon (szárazföldi és szigetlakó törpe változat)[2]
- Tarascosaurus (szárazföldi és szigetlakó törpe változat)
- Ichthyornis
- Allodaposuchus
- Magyarosaurus (a magyar változatban „Magiasaurus” néven szerepel.)
- Troodon (a narrátor által Troodonnak nevezett állatok valószínűleg Elopteryxek, ugyanis a Troodon maradványai csak Észak-Amerikából ismertek)
- azonosítatlan plesiosaurus (feltehetően egy Elasmosaurus)

### Kicsi Da vadászik (Little Das' Hunt)
- Helyszín: a mai Montana állam területe, 75-65 millió évvel ezelőtt
- Főszereplők: Kicsi Da (Little Das), a fiatal hím Daspletosaurus, valamint Bak (Buck), a fiatal hím és Napfény (Blaze), a fiatal nőstény Maiasaura

Egy Troodon falka rátámad egy legelő Orodromeus csordára. Miután az egyikük elvéti a zsákmányát, egy hirtelen feltörő gejzír megöli a falka egy másik tagját.
A síkságon a fiatal Daspletosaurus, Kicsi Da a családjával első vadászatára indul. Célpontja a csordától elkóborolt két Maiasaura, Bak és Napfény. Da a nyomukba eredve igyekszik még inkább eltávolítani a két növényevőt a csordától, melyeket a nővéreivel együtt az anyjuk felé terelnek. Kicsi Da anyja Bak egyik hátsó lábába harap, de Da véletlenül az anyja oldalának rohan, elterelve a figyelmét, így a Maiasaurának sikerül elmenekülnie.
Másnap a vadászat sikere miatt aggódva Da-t anyja és nővérei hátra hagyják egy ligetben. A kis Daspletosaurus a várakozást megunva a családja után indul és rátalál egy csapat Einiosaurusra. A ragadozót megpillantva a csorda tagjai azt hiszik, hogy több Daspletosaurus is van a közelben, ezért futni kezdenek, menekülésre késztetve a Maiasaurákat is. Ennek eredményeként a falka ismét zsákmány nélkül marad.
Eközben a fennsíkon élő állatok, az Orodromeusok, a Troodonok és a Quetzalcoatlusok észlelni kezdik egy vulkán kitörésének egyértelmű jeleit. Az Orodromeusok iváskor azt tapasztalják, hogy a forrás vizén át gáz tör a felszínre, a fészkeikről menekülő Quetzalcoatlusok egy része pedig a gejzírek áldozatává válik.
Kicsi Da és családja folytatja a sérült Bak üldözését. Az Einiosaurusok barikádot alkotva próbálnak védekezni, megóvva a Maiasaurát is a támadástól. Baknak sikerül egérutat nyernie, amikor az Einiosaurusok elvonják a ragadozók figyelmét.
Miközben Da és családtagjai megpróbálják lerohanni Bakot, a vulkánkitörés megkezdődik, hóként aláhulló korommal és üvegszilánkokkal árasztva el a környéket. A Daspletosaurusok érzékeny hallásukra támaszkodva folytatják Bak üldözését. A Maiasaura hangjelzés segítségével próbál rátalálni a csordájára, Napfény válasza pedig visszavezeti a fiatal hímet a fajtársaihoz.
A vulkán kitörése elsőként a fennsíkon élő állatokat pusztítja el, de a forró törmelékből és gázokból álló hullám a síkságot is eléri, megölve az összes ott tartózkodó dinoszauruszt. 7 millió évvel később ugyanitt egy fiatal Tyrannosaurus próbál elejteni egy kifejletlen Edmontosaurust. A történet Bak és Da leszármazottai szereplésével folytatódik.
Az epizódban szereplő állatok:
- Daspletosaurus
- Maiasaura (A magyar változatban „Maiasaurus”)
- Orodromeus
- Troodon
- Quetzalcoatlus
- Einiosaurus
- Edmontosaurus
- Tyrannosaurus

### Alfa tojásai (Alpha's Egg)
- Színhely: Dél-Amerika, Patagónia, 80 millió évvel ezelőtt.
- Főszereplő: Alfa (Alpha), a nőstény Saltasaurus és Repülő Sárkány (Flying Dragon), a hím Aucasaurus

Alfa a Saltasaurus egy nappal korábban kel ki, mint alomtársai, mivel egy Notosuchus feltöri a tojása héját, a húsevőt azonban egy Alvarezsaurusszal együtt elijeszti a csordája egyik felnőtt tagja.
Épp ekkor látja meg a napvilágot Repülő Sárkány, az Aucasaurus is. Másnap este a Saltasaurus fiókák nagy tömegben indulnak el a közeli erdő irányába, ahol Alfa több társa is az Alvarezsaurusok és a Notosuchusok áldozatává válik. Alfa túléli az éjszakát és csatlakozik a vándorló felnőtt Saltasaurusokhoz.
Legelés közben néhány Aucasaurus támad a csordára, Alfa pedig szemtől szemben találkozik a vadászni tanuló Repülő Sárkánnyal.
Évekkel később, mikor Alfa már majdnem felnőtt, Repülő Sárkány ismét feltűnik. Ezúttal egy folyó választja el kettejüket. Alfa egy fajtársa balesetét látva hamar megtanulja, hogy egy botlás könnyen végzetes lehet a számára, egy törött lábú Saltasaurus ugyanis rövidesen a ragadozók táplálékává válik.
Alfa a költőhely felé vezető úton párt talál magának, egy erdőn áthaladva azonban megsérül, ami megnehezíti a továbbhaladását. A családját elhagyó Repülő Sárkány szintén párosodni készül.
A nyílt területen átvonuló csordát két Carcharodontosaurus támadja meg. A sérült Alfa szerencsésen lerázza a húsevőket és megérkezik a költőhelyre.
Éjjel egy nagy vihar tör ki, vízzel árasztva el a költőhelyként használt kiszáradt folyómedret, így az összes utód elpusztul.
Miután Alfa elhagyja a költőhelyet, Repülő Sárkány és a párja rátámadnak. Alfa a farkával leüti a nőstényt, a fejével pedig eltalálja Repülő Sárkányt, de a húsevő néhány másodperccel később nekiront és beleharap a sérült lábába. Alfa összerogyva Repülő Sárkányra zuhan, összetörve az Aucasaurus koponyáját. A párját vesztett ragadozót maga mögött hagyó Saltasaurus sebe hamarosan begyógyul, és folytatja vándorlását a csorda többi tagjával.
- Saltasaurus
- Aucasaurus (A magyar változatban „Archosaurus”.)
- Alvarezsaurus
- Notosuchus
- Carcharodontosaurus
- szitakötő

## Őslénytani hibák
- A Velociraptorok és a Pyroraptorok néha kicsavart helyzetben, tenyérrel előrefelé álló kezekkel láthatók. Ez a póz elérhetetlen volt a theropodák számára, ugyanis merev csuklóik miatt a kezeik egy tapsoló emberéhez hasonlóan egymás felé néztek.
- Az Aucasaurus a mellső lábain karmokkal jelenik meg. A jó állapotban megőrződött abelisarurida csontvázak azt jelzik, hogy ezek az állatok csak a hátsó lábaikon viseltek karmokat.
- Bár ismertek olyan indiai dinoszauruszok, amelyek fűvel táplálkoztak,[3] ez nem jelenti azt, hogy a fű annyira elterjedt volt, amennyire a sorozatban látható.
- A Carcharodontosaurus maradványait Észak-Afrikában találták meg, Patagóniából csak közeli rokona és kortársa, a Giganotosaurus fosszíliái váltak ismertté.

## Díjak és jelölések
- 2004 Emmy-díj Kiemelkedő hangszerkesztés (egy vagy többkamerás) dokumentumműsor kategóriában[4]
- 2004 Emmy-díj Kiemelkedő hangkeverés (egy vagy többkamerás) dokumentumműsor kategóriában[4]
- 2004 Excellence in Production Design Award jelölés
- 2004 Golden Reel-díj jelölés
- 2004 Visual Effects Society-díj jelölés

## Fordítás
- Ez a szócikk részben vagy egészben a Dinosaur Planet (TV series) című angol Wikipédia-szócikk ezen változatának fordításán alapul.  Az eredeti cikk szerkesztőit annak laptörténete sorolja fel. Ez a jelzés csupán a megfogalmazás eredetét és a szerzői jogokat jelzi, nem szolgál a cikkben szereplő információk forrásmegjelöléseként.

## Külső hivatkozások
- Dinosaur Planet Dino Viewer. Discovery Planet. [2010. március 7-i dátummal az eredetiből archiválva]. (Hozzáférés: 2010. április 9.)
- Dinosaur Games: Dinosaur Viewer. Discovery Planet. [2010. szeptember 20-i dátummal az eredetiből archiválva]. (Hozzáférés: 2010. április 9.)